# لونغاري
لونغاري (بالإيطالية: Longare)‏ هي مدينة في مقاطعة مقاطعة فشنزة، في منطقة فنيتة، بشمال شرق إيطاليا.